# Călin Nemeș
Călin Alexandru Nemeș (n. 8 mai 1960, Cluj, România – d. 8 iulie 1993, Cluj-Napoca, România) a fost un actor clujean, care în timpul Revoluției din 1989 a fost împușcat și grav rănit în luptele de stradă din Cluj de soldați ai Armatei comandați de căpitanul Carp Dando, ofițer al Armatei române.
În același eveniment au murit și alte persoane printre care și prietenul său artistul Lucian Matiș.

## Perioada de dinaintea Revoluției

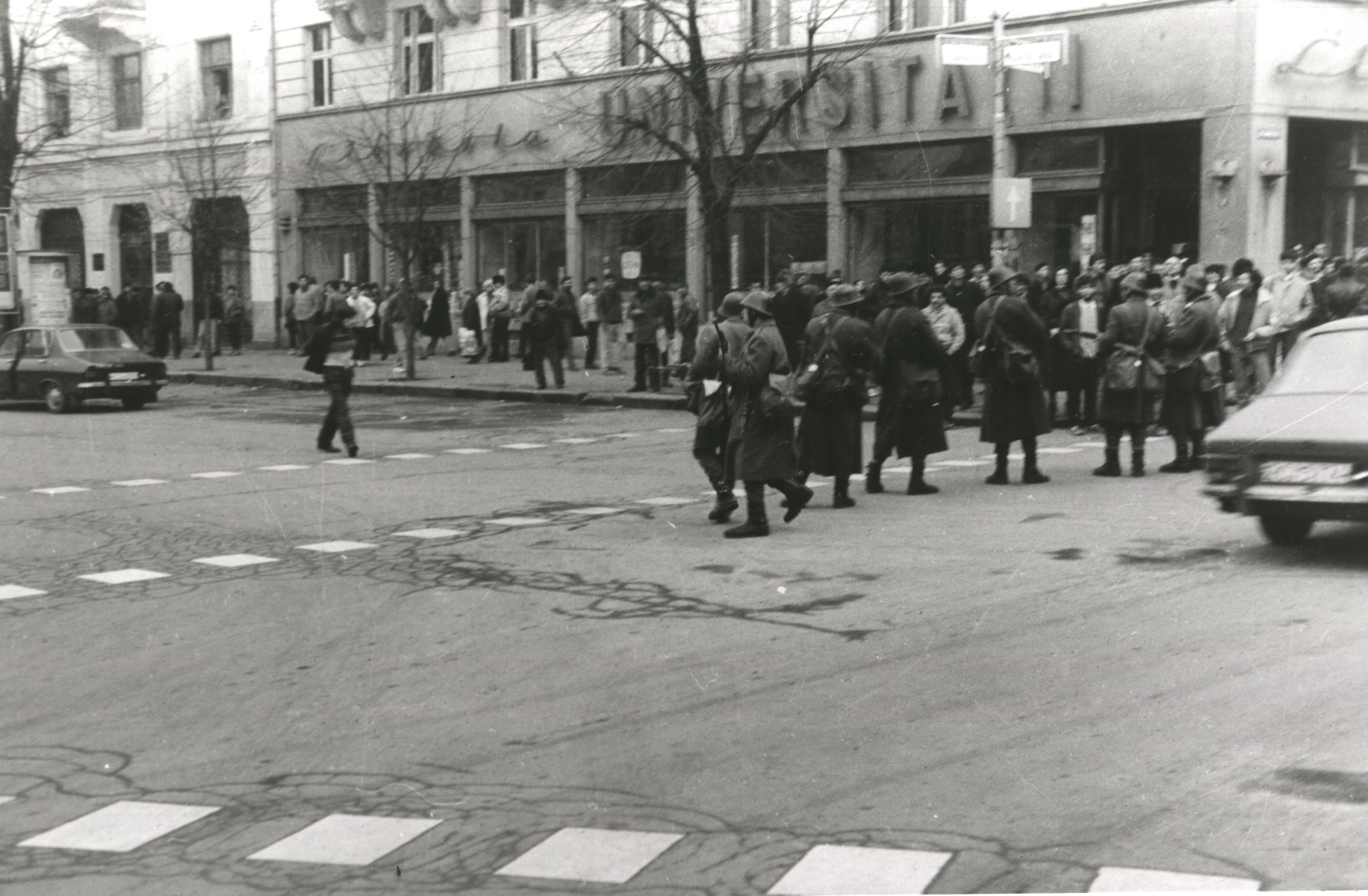
Călin Nemeș își ridică bluza îndreptându-se
spre cordonul de militari!

A dat examen la Facultatea de Teatru din Târgu-Mureș, dar nu a reușit. A reușit totuși să se angajeze la Teatrul Național din Cluj, într-un post de figurant. Cu toate acestea, era unul dintre animatorii vieții teatrale din Cluj.  Era un om care se consuma pentru orice, care nu iubea compromisul. La el acasă, oricine avea dreptul sa scrie sau sa deseneze pe pereți. Cineva, întărâtat de ateismul oficial, scrisese: "Nu credeți în minuni, trăiți-le!". Dar era un animator de cenacluri și manifestări culturale și un excelent recitator din Eminescu. Organiza audiții din Beatles în curte la Echinox, sau în căminele studențești". Mai avea un obicei, pe când locuia pe str. Moților și pleca de acasă își lăsa cheia de la intrare într-un copac din curte, iar oricare din prietenii săi putea lua cheia, intra și folosea apartamentul.

## Acțiunile sale în timpul Revoluției
Pe 21 decembrie 1989 a mers în Piața Libertății împreună cu un grup de prieteni printre care profesorul Ladiu, Lucian Matiș și profesorul Pedestru. În total, erau aproximativ 10 persoane mobilizate de artist care spunea că „trebuie să facem și noi ceva", referindu-se la manifestațiile din Timișoara. Grupul aflase că muncitorii din fabricile din Cluj au început să iasă în stradă așa că membrii grupului au hotărât să aștepte coloanele de muncitori în Piața Libertății. Pentru că muncitorii întârziau, fiind blocați de armată, cei din grup au început să strige "Timișoara-Timișoara " și "Libertate", grupului raliindu-și și alți cetățeni. De asemenea mulți alți cetățeni priveau de pe margine nefăcând însă semne clare de solidarizare cu manifestanții.
O dată cu sosirea celor trei plutoane ale Armatei în piață, mai mulți manifestanți printre care și Călin Nemeș și-au descheiat hainele, dezvelindu-și piepturile în semn demonstrativ în fața soldaților. La un anumit moment, Călin a ieșit din mulțimea de manifestanți aflați în locul care avea să devină Piața Libertății din Cluj și îndreptându-se către soldați a strigat „Trageți, am o singură inimă". Se pare că în două rânduri Călin Nemeș a avut contact fizic cu căpitanul Carp Dando. Prima dată, acesta l-a îmbrâncit pe Călin și artistul a căzut la pământ. A doua oară, au căzut amândoi, moment în care s-a deschis focul la ordinul expres al căpitanului de armată care comanda dispozitivul. Soldații au deschis focul către manifestanți fără avertismentele normale în astfel de cazuri. De asemenea, s-a tras înspre Călin Nemeș și căpitanul de armată care a fost și el rănit în incident.
Aproximativ 20 de persoane au fost rănite, înregistrându-se 13 morți. Deși inițial ambulanțele nu au fost lăsate să ia răniții, soldații executând foc asupra ambulanțelor sosite, într-un final actorul a fost adus la spital unde a primit îngrijirile medicale.
Neresemnîndu-se cu onorurile și recompensele oferite de noua putere tuturor celor cărora le era îndatorată, Călin Nemeș după ce și-a revenit, a cerut cu insistență aducerea în fața justiției a celor răspunzători de moartea sau rănirea a zeci de demonstranți pașnici din centrul Clujului.

## Perioada de după Revoluție

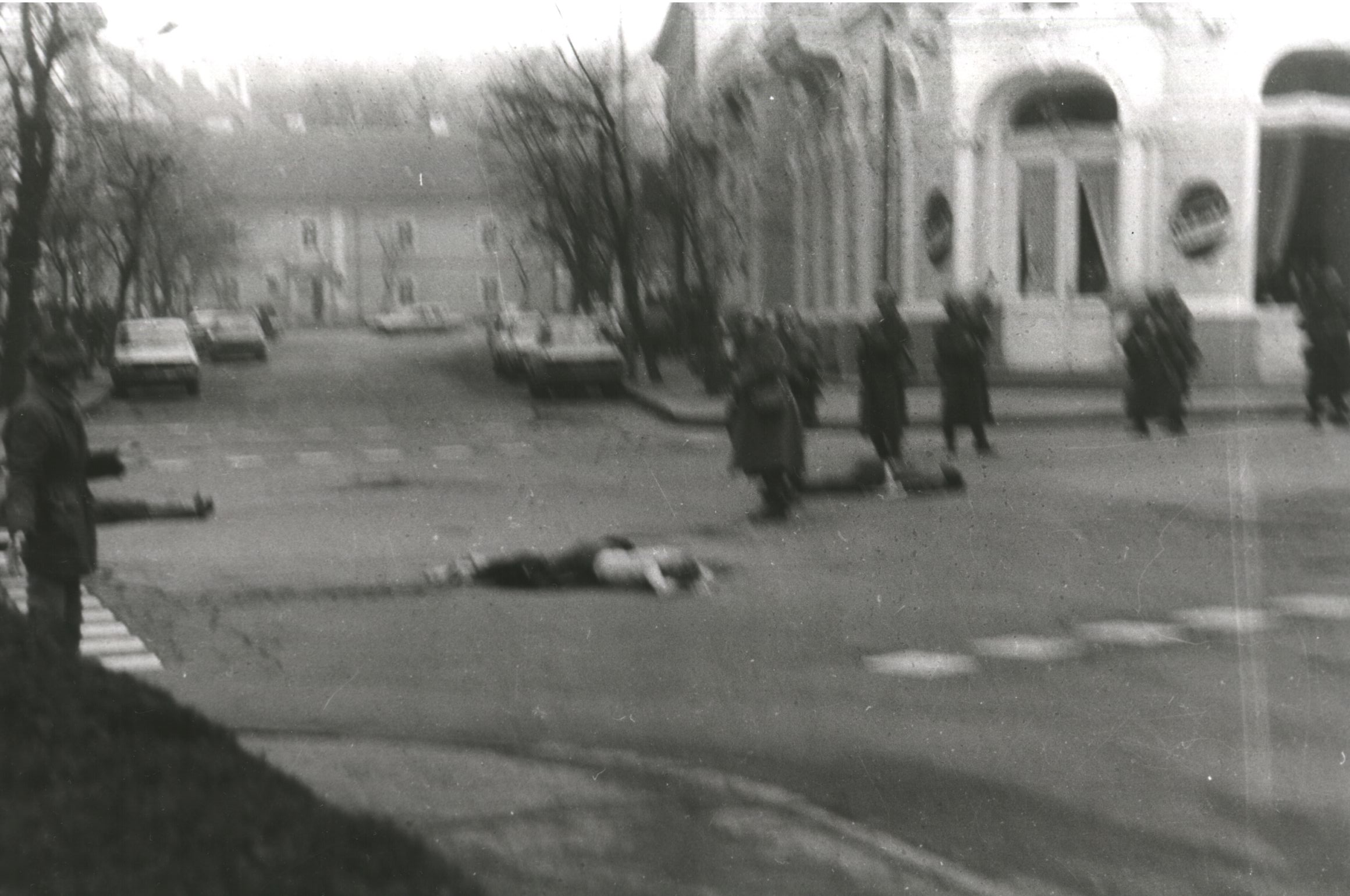
Cadavre pe caldarâmul Pieței Libertății

Călin, "oaia neagră de la Cluj", cum l-a numit generalul Victor Stănculescu, a supraviețuit rănilor primite în 21 decembrie. După câteva luni de spitalizare, Nemeș a început să militeze pentru aducerea celor vinovați de crimele din Piața Libertății, în fața justiției. 
Autoritățile locale i-au oferit o casă în cel mai select cartier al Clujului, „Andrei Mureșanu", cu un parc mare, unde visa să-și întemeieze un teatru în aer liber. A început să primească roluri în piese de teatru și în filme, jucând în rolul lui Sterian din filmul Undeva, în Est, însă aceste lucruri nu făceau decât să-i întărească dezgustul, după ce înainte fusese ignorat și disprețuit. „Cu timpul, a devenit apatic și trist" 
Într-un articol publicat de România liberă, Nemeș își exprima credința că, la venirea morții, oamenii din generația lui se vor întâlni cu tinerii căzuți la revoluția din 1989: „Și, poate, ne vor întreba ce am făcut după moartea lor? Știu că eu am ce să le răspund. Dar dumneata, trecătorule?”.
Dupa 1989 este foarte activ în mișcările anti FSN-iste, cerând în special judecarea celor care au tras în populație.

## Sinuciderea
Nefiind luat în seamă nici de organele în drept, și nici chiar de către opinia publică, Nemeș și-a pus capăt vieții, în ziua de 8 iulie 1993. La doar 33 de ani, acesta s-a spânzurat în podul casei sale.

## Onoruri
În 28 decembrie 2006 primăria municipiului Cluj-Napoca a conferit lui Călin Nemeș și altor eroi ai revoluției clujene titlul de Cetățean de onoare post-mortem al municipiului Cluj-Napoca

## Numele lui Călin Nemeș în cultură
- Proiectul "Călin Nemeș"

## Cărți care citează cazul Călin Nemeș
- The Communist Successor parties of Central and Eastern Europe (autori: András Bozóki și John T. Ishiyama) [8]
- The Romanian Revolution of December 1989 (autor: Peter Siani-Davies)[9]
- Cerul văzut prin lentilă (autor Horia-Roman Patapievici, p. 203)
- Dan Lungu și Lucian Dan Teodorovici, Str. Revoluției, nr. 89; 194 pagini, editura Polirom, 2016
- Călin Nemeș. Povestea unui revoluționar!, Tiberiu Fărcaș, editura Ecou Transilvan, 2019